# Alberto Moravia
Alberto Moravia [morávja], vlastním jménem Alberto Pincherle (28. listopadu 1907 Řím, Itálie – 26. září 1990 Řím), byl italský spisovatel, novinář a literární kritik. Byl významným představitelem italského literárního neorealismu.

## Původ a mládí

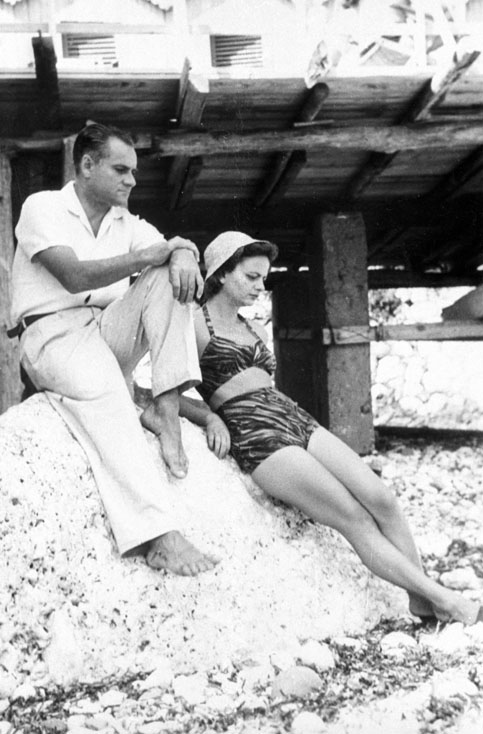
Alberto Moravia ve 40. letech se svou první manželkou, spisovatelkou Elsou Morante, na ostrově Capri

Alberto Pincherle se narodil v římské Via Sgambati do zámožné rodiny. Svůj literární pseudonym „Alberto Moravia“ si zvolil podle latinského znění názvu historické země Morava, čímž připomněl původ své babičky, matky svého otce. Jeho otec pocházel ze židovské rodiny původem z Benátek a byl architektem a malířem. Matka Teresa Iginia de Marsanich byla katolička z rodiny, jejíž kořeny byly původně v Dalmácii.
Roku 1916 se u něho projevila kostní tuberkulóza a poté se několik let léčil v různých sanatoriích v Alpách, proto vzdělání získal především od soukromých učitelů.
Ve třicátých letech poměrně úspěšně bojoval s tehdejší fašistickou cenzurou. Jelikož pocházel z částečně židovské rodiny, během druhé světové války téměř nemohl publikovat. Byl na něj vydán zatykač, o kterém se však zavčas dozvěděl, a tak se skrýval mezi dělníky.

## Spisovatelská dráha
Jeho poválečná literatura a názory vedly ke sporům s katolickou církví, která v roce 1952 zařadila jeho spisy na Index zakázaných knih. Od roku 1958 do roku 1970 poměrně hodně cestoval, navštívil Anglii, Francii, USA, Mexiko, Čínu. Již ve třicátých letech navštívil i Sovětský svaz.
Přes své ne zcela běžné názory se stal v letech 1959–1962 předsedou Mezinárodního PEN klubu.

## Dílo
Moravia se ve svých dílech zabýval úpadkem rodiny, motivy odcizení a krachem lidských vztahů. Jeho nejtypičtějším tématem je nuda (jeden román tak přímo nazval) a její vliv na člověka. Později se zabýval také antifašistickou tematikou.
Postupem času se Moravia dostával stále více k sexuální tematice, na jeho díle je patrné ovlivnění neorealismem a surrealismem a Sigmundem Freudem, tento trend se projevoval už v předválečných dílech, ale plně toto téma rozvinul až na sklonku svého života. V těchto dílech se pro něho sex stal základním momentem lidského života, díla jsou proto eroticky velmi otevřená.
Mnoho z jeho románů a povídek bylo zfilmováno.

### Romány
- Zklamané naděje
- Marné ctižádosti (1935)
- Lhostejní (1929) – román, je kritickým obrazem úpadku italské měšťanské rodiny
- Maškaráda (1941)
- Neposlušnost (1948)
- Láska manželská (1949)
- Římanka (1947) – román o krásné Adrianě, která se stala prostitutkou ze sociálních důvodů, aby uživila matku. Sama sní o tom, že bude mít hodně peněz a bude mít dítě s vrahem (dítě prostitutky a vraha má být silné). Její sny se však nevyplní a její život vyprchá.
- Pohrdání (1954)
- Horalka (1957)
- Nešťastná milenka (1943)
- Konformista
- Nuda (1960) – psychologický román o malíři z bohaté rodiny, jenž je znuděn životem
- Pozornost
- Já a on (1971)
- Cesta do Říma
- Leopardí žena
- 1934 - Přežít vlastní smrt (1982)
- Voyeur aneb Muž, který se dívá (1985)

### Povídky a novely
- Epidemie
- Římské povídky (1954)
- Nové římské povídky (1959)
- Agostino (1944)
- Automat (1963)
- Nešťastný milenec (1943)

### Dramata
- Beatrice Centi
- Život je hra

### Publicistické knihy
- Člověk jako cíl
- Představa Indie
- Měsíc v Sovětském svazu